# Acanthodactylus
Acanthodactylus – rodzaj jaszczurek z rodziny jaszczurkowatych (Lacertidae).

## Zasięg występowania
Rodzaj obejmuje gatunki występujące w Afryce, Azji i Europie (tylko na Półwyspie Iberyjskim).

## Systematyka

### Etymologia
- Acanthodactylus: gr. ακανθα akantha „cierń, kolec”, od ακη akē „punkt”[7]; δακτυλος daktulos „palec”[8].
- Chorodromus: gr. χορoς khoros „taniec”[9]; -δρομος -dromos „biegacz”, od τρεχω trekhō „biegać”[10]. Gatunek typowy: Acanthodactylus lineomaculatus Duméril & Bibron, 1839 (= Lacerta erythrura Schinz, 1833).
- Psammoplanis: gr. ψαμμος psammos „piasek”[11]; πλανης planēs „wędrowiec”, od πλαναω planaō „wędrować”[12]. Gatunek typowy: Lacerta savignyi Audouin, 1829.
- Photophilus: gr. φως phōs, φωτος phōtos „światło, światło dzienne”, od φαος phaos „światło”[13]; φιλος philos „miłośnik”, od φιλεω phileō „kochać”[14]. Gatunek typowy: Lacerta scutellata Audouin, 1829.
- Ctenodactylus: gr. κτεις kteis, κτενος ktenos „grzebień”[15]; δακτυλος daktulos „palec”[8]. Gatunek typowy: Acanthodactylus vulgaris Duméril & Bibron, 1839 (= Lacerta erythrura Schinz, 1833); młodszy homonim Ctenodactylus Gray, 1830 (Mammalia).
- Taenieremias: gr. ταινια tainia „opaska”[16]; rodzaj Eremias Wiegmann, 1834 (stepniarka). Gatunek typowy: Eremias guineensis Boulenger, 1887.

### Podział systematyczny
Do rodzaju należą następujące gatunki:

- Acanthodactylus aegyptius Baha El Din, 2007
- Acanthodactylus ahmaddisii Werner, 2004
- Acanthodactylus arabicus Boulenger, 1918
- Acanthodactylus aureus Günther, 1903
- Acanthodactylus bedriagai Lataste, 1881
- Acanthodactylus beershebensis Moravec, Baha El Din, Seligmann, Sivan & Werner, 1999
- Acanthodactylus blanci Doumergue, 1901
- Acanthodactylus blanfordii Boulenger, 1918
- Acanthodactylus boskianus (Daudin, 1802)
- Acanthodactylus boueti Chabanaud, 1917
- Acanthodactylus busacki Salvador, 1982
- Acanthodactylus cantoris Günther, 1864
- Acanthodactylus dumerilii (Milne-Edwards, 1829)
- Acanthodactylus erythrurus (Schinz, 1833) – grzebieniopalczyk europejski
- Acanthodactylus felicis Arnold, 1980
- Acanthodactylus gongrorhynchatus Leviton & Anderson, 1967
- Acanthodactylus grandis Boulenger, 1909
- Acanthodactylus guineensis (Boulenger, 1887)
- Acanthodactylus haasi Leviton & Anderson, 1967
- Acanthodactylus hardyi Haas, 1957
- Acanthodactylus harranensis Baran, Kumlutaş, Lanza, Sindaco, Ilgaz, Avcı & Crucitti, 2005
- Acanthodactylus ilgazi Kurnaz & Şahin, 2021
- Acanthodactylus khamirensis Heidari, Rastegar-Pouyani, Rastegar-Pouyani & Rajabizadeh, 2013
- Acanthodactylus lacrymae[17] Miralles, Geniez, Beddek, Aranda, Brito, Leblois & Crochet, 2020
- Acanthodactylus longipes Boulenger, 1918
- Acanthodactylus maculatus (Gray, 1838)
- Acanthodactylus margaritae Tamar, Geniez, Brito & Crochet, 2017
- Acanthodactylus masirae Arnold, 1980
- Acanthodactylus micropholis Blanford, 1874
- Acanthodactylus montanus[17] Miralles, Geniez, Beddek, Mendez-Aranda, Brito, Leblois & Crochet, 2020
- Acanthodactylus nilsoni Rastegar-Pouyani, 1998
- Acanthodactylus opheodurus Arnold, 1980
- Acanthodactylus orientalis Angel, 1936
- Acanthodactylus pardalis (Lichtenstein, 1823) – grzebieniopalczyk lamparci[18]
- Acanthodactylus robustus Werner, 1929
- Acanthodactylus savignyi (Audouin, 1827)
- Acanthodactylus schmidti Haas, 1957
- Acanthodactylus schreiberi Boulenger, 1878
- Acanthodactylus scutellatus (Audouin, 1827)
- Acanthodactylus spinicauda Doumergue, 1901
- Acanthodactylus taghitensis Geniez & Foucart, 1995
- Acanthodactylus tilburyi Arnold, 1986
- Acanthodactylus tristrami (Günther, 1864)
- Acanthodactylus yemenicus Salvador, 1982
- Acanthodactylus zagrosicus Mozaffari, Mohammadi, Saberi-Pirooz & Ahmadzadeh, 2021